# Lukeville
Lukeville ist ein kleiner Ort im südlichen Pima County im US-Bundesstaat Arizona, unmittelbar an der Grenze zu Mexiko gelegen. Die nächste große Stadt der USA, Phoenix, ist 192 km entfernt. Die nächste Stadt in Mexiko ist Sonoita (Sonora). Lukeville liegt gänzlich im Organ Pipe Cactus National Monument und ist über den Arizona State Highway 85 erreichbar, der hier an der Staatsgrenze endet.
In Lukeville befindet sich der Grenzübergang nach Sonoita in Mexiko. Zudem gibt es im Ort ein Minimalangebot an touristischer Infrastruktur. Nennenswerte Übernachtungs- und Einkaufsmöglichkeiten gibt es erst wieder im landeinwärts gelegenen 60 km entfernten Ajo.

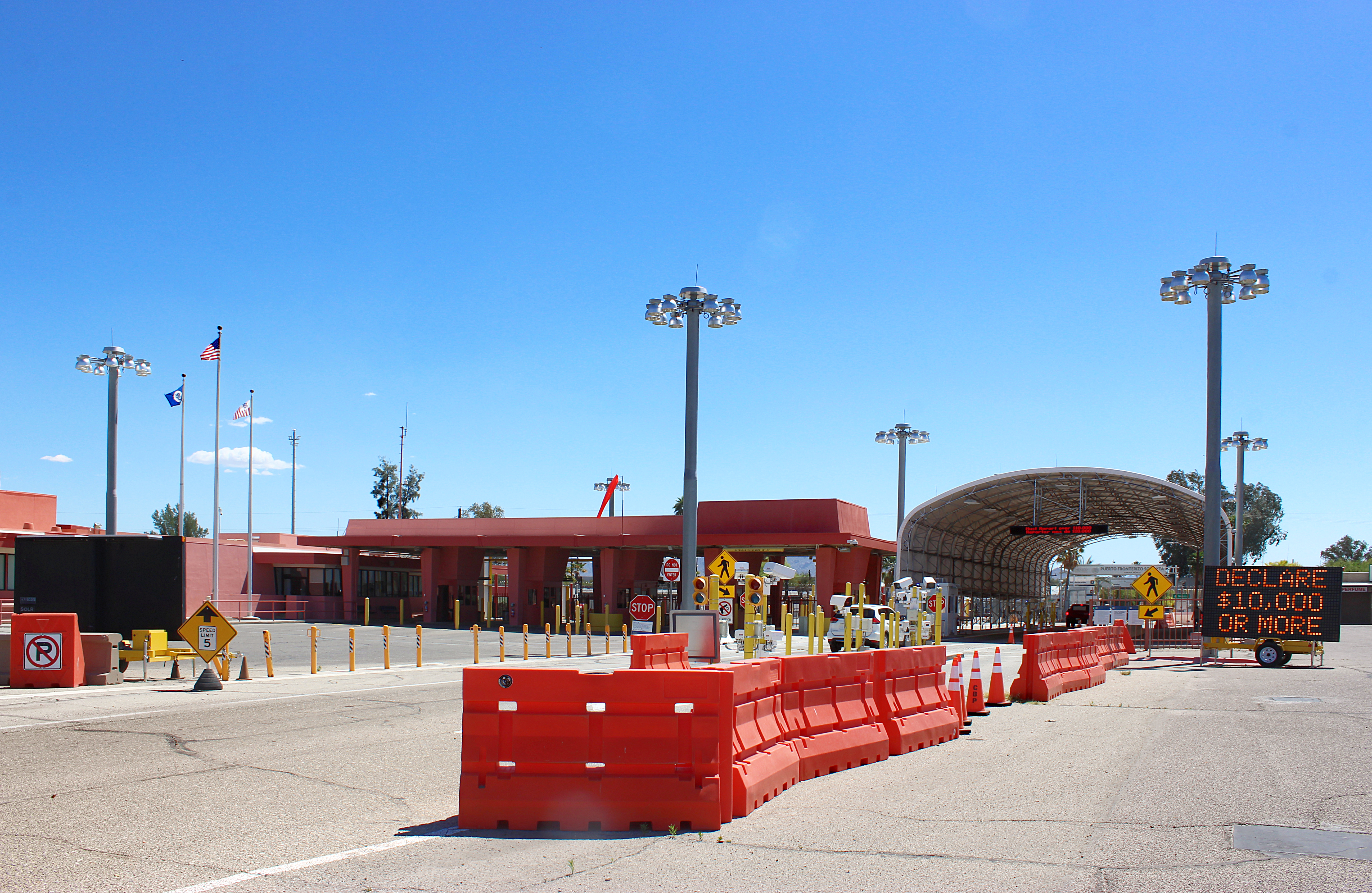
Grenzübergang in Lukeville
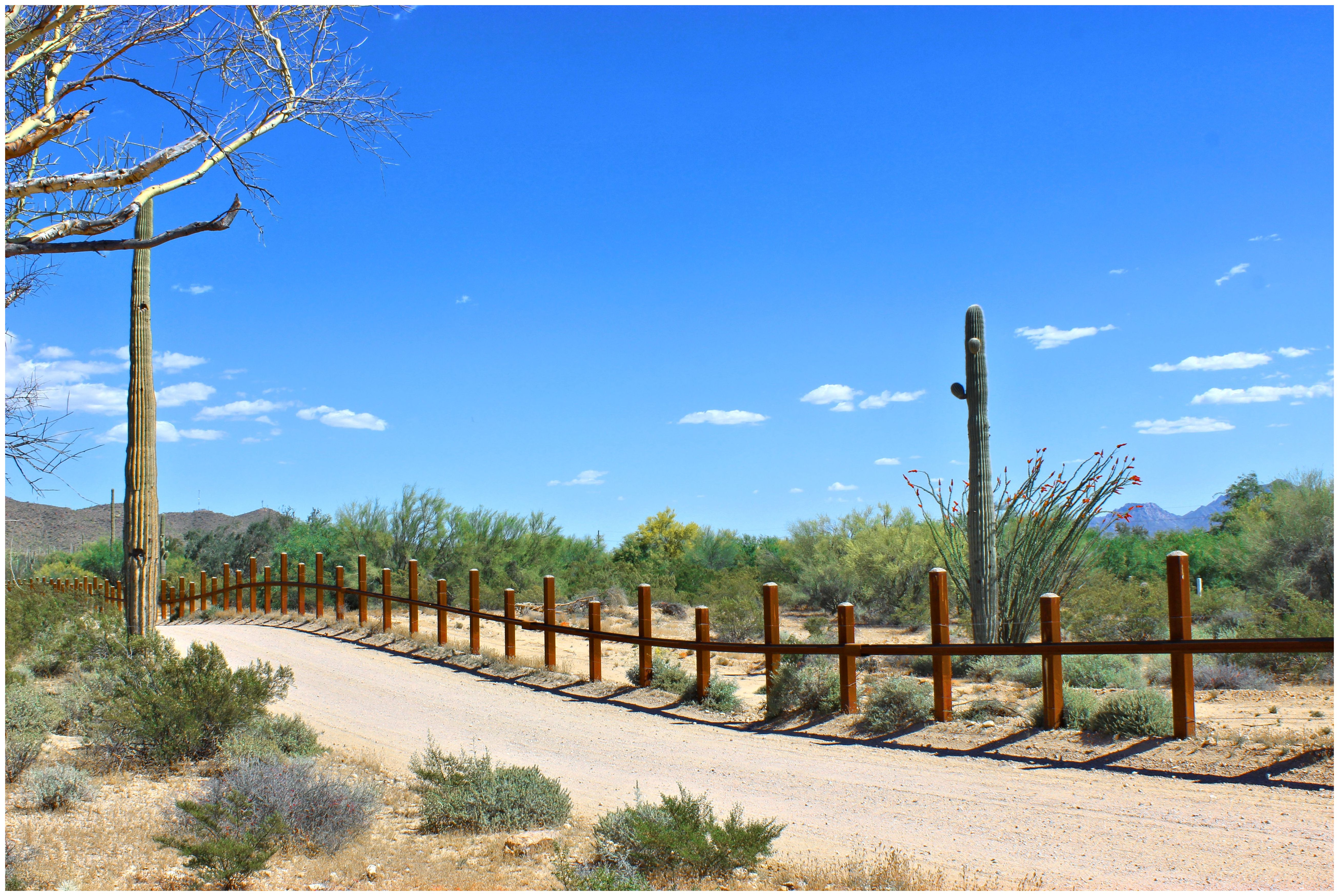
Grenze zwischen USA und Mexiko bei Lukeville
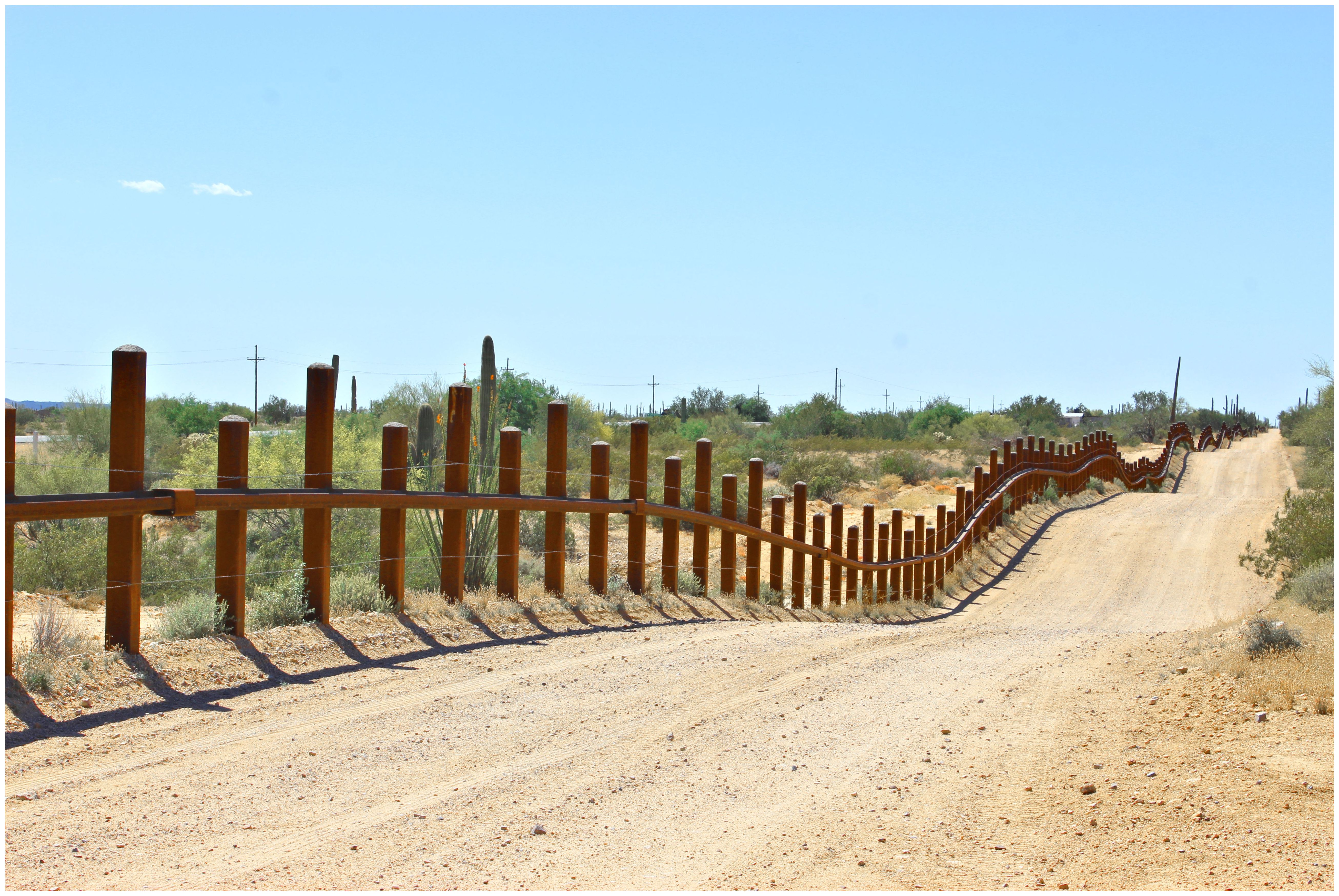
Grenze zwischen USA und Mexiko bei Lukeville